# Biserica Duminica Tuturor Sfinților din Hănțești

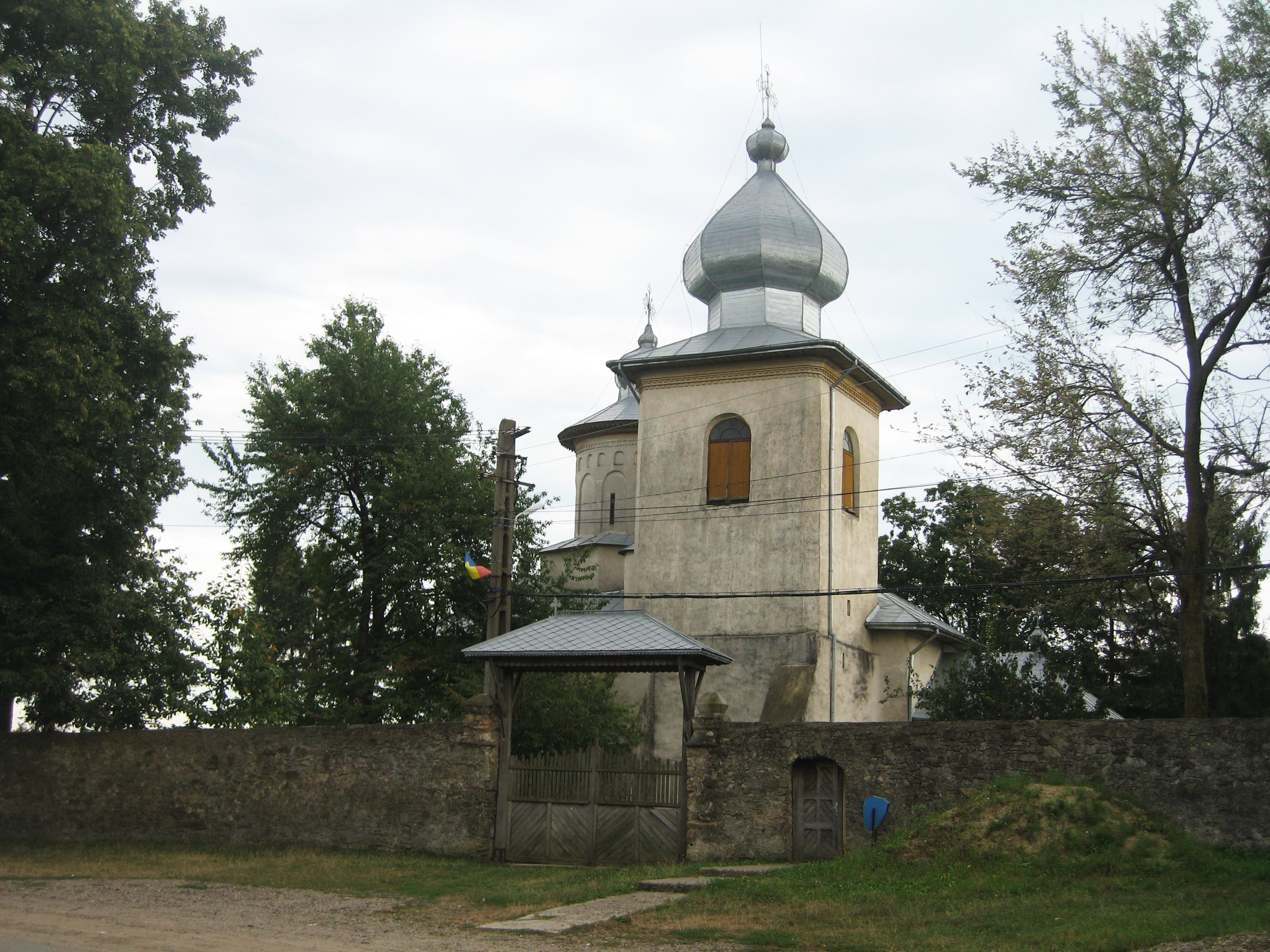
Biserica "Duminica Tuturor Sfinților" din Hănțești

Biserica "Duminica Tuturor Sfinților" din Hănțești este o biserică construită în secolul al XV-lea în satul Hănțești din comuna omonimă (județul Suceava). Ea a fost refăcută în anul 1822 de spătarul Teodor Silion.
Biserica "Tuturor Sfinților" din Hănțești a fost inclusă pe Lista monumentelor istorice din județul Suceava din anul 2015, având codul de clasificare cod LMI SV-II-m-A-05553. 

## Satul Hănțești
Până la sfârșitul secolului al XIX-lea, satul Hănțești a făcut parte din județul Dorohoi, ca localitate de reședință a comunei Hănțești din plasa Siret. Din comună făceau parte satele Adâncata, Hănțești și Mitoc. Cu excepția satului Adâncata care fost proprietatea Mănăstirii Teodoreni din Burdujeni și apoi, din 1864, a statului, celelalte sate aparțineau unor proprietari. În anul 1890 are loc o reorganizare administrativă a județului în urma căreia se formează două comune: Adâncata (cu satele Adâncata și Mitocu Dragomirnei) și Hănțești (cu satele Hănțești, Berești și Fetești). În 1898 satul Hănțești avea 1852 de locuitori, satul Berești 544 și satul Fetești 429 locuitori.
În anul 1968 a avut loc o nouă reorganizare administrativ-teritorială în urma căreia comuna Hănțești a fost desființată, iar satele componente au fost incluse în comuna Adâncata din județul Suceava. Comuna Hănțești a fost reînființată la 1 ianuarie 2004 cu satele Hănțești, Arțari și Berești, ca parte componentă a județului Suceava. 

## Biserica "Duminica Tuturor Sfinților"
Biserica "Duminica Tuturor Sfinților" din Hănțești a fost construită în secolul al XV-lea.  După tradiție, a fost biserică săsească  care ar fi aparținut unui schit construit de sasul Hantz (de la care provine numele satului). Ea a suferit unele prefaceri în secolul al XVIII-lea. 
Actuala formă a bisericii datează din anul 1822 când a fost refăcută de spătarul Teodor Silion, deși inscripția de pe mormântul acestuia este datată 1800. În curtea bisericii au existat câteva case unde a funcționat și o școală, dar acestea s-au ruinat la începutul secolului al XX-lea. 
Între anii 2001-2009 în satul Hănțești a fost construită o a doua biserică cu hramul „Sfântul Mare Mucenic Dimitrie“. Piatra de temelie a acestui nou lăcaș de cult a fost pusă în anul 2001 de către arhiepiscopul Pimen Zainea al Sucevei și Rădăuților, iar în toamna aceluiași an a fost sfințit un paraclis parohial. În anii următori, biserica parohială a fost ridicată și acoperită, banii provenind în majoritate din "pensiile modeste ale sătenilor și din valorificarea produselor proprii din gospodărie", după cum a mărturisit pr. paroh Dan Gheorghiță. Biserica a fost sfințită, la 30 august 2009, de către arhiepiscopul Pimen Zainea, înconjurat de un sobor de preoți și diaconi. 

## Imagini

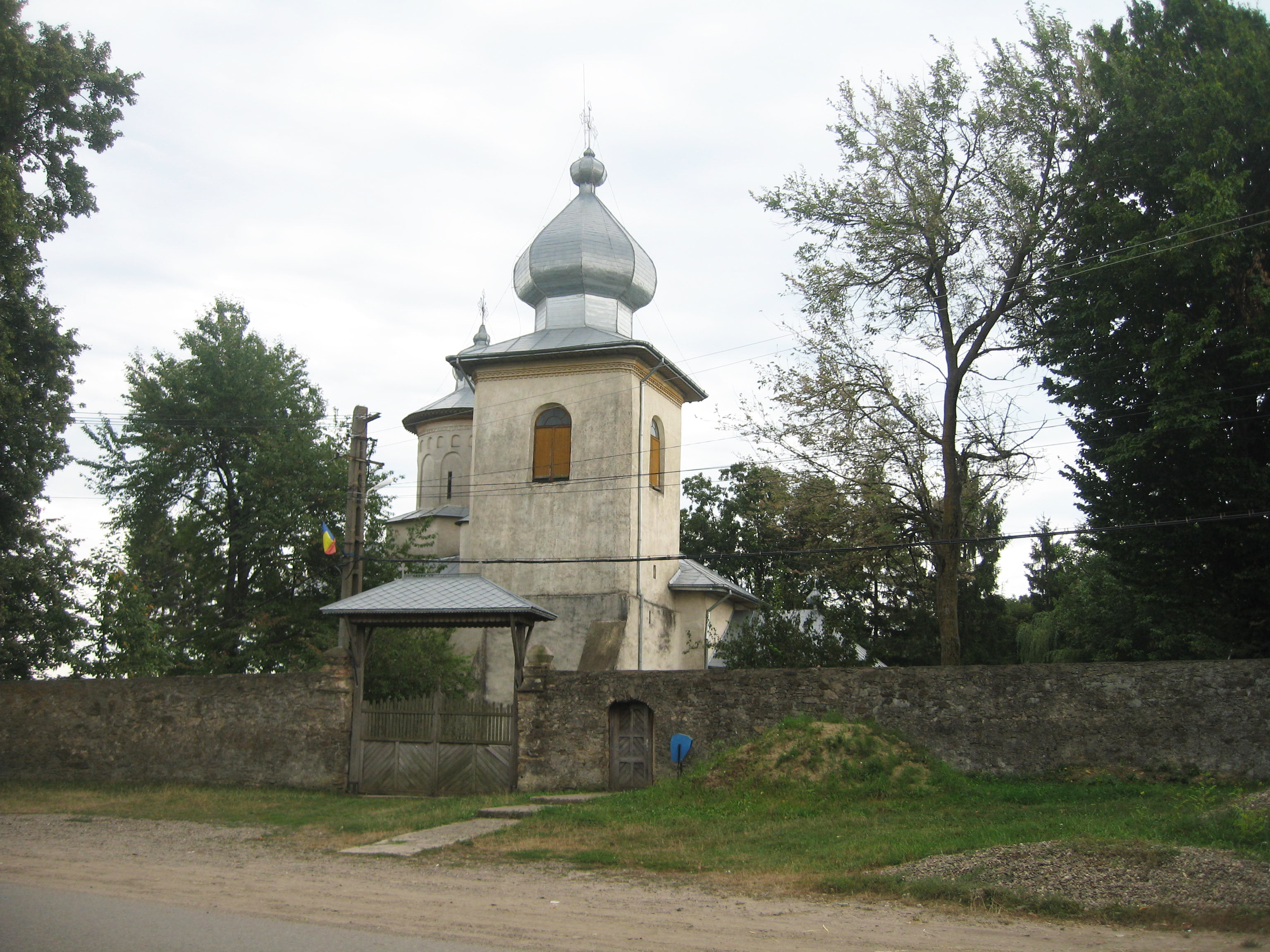
Biserica, zidul înconjurător şi poarta de intrare
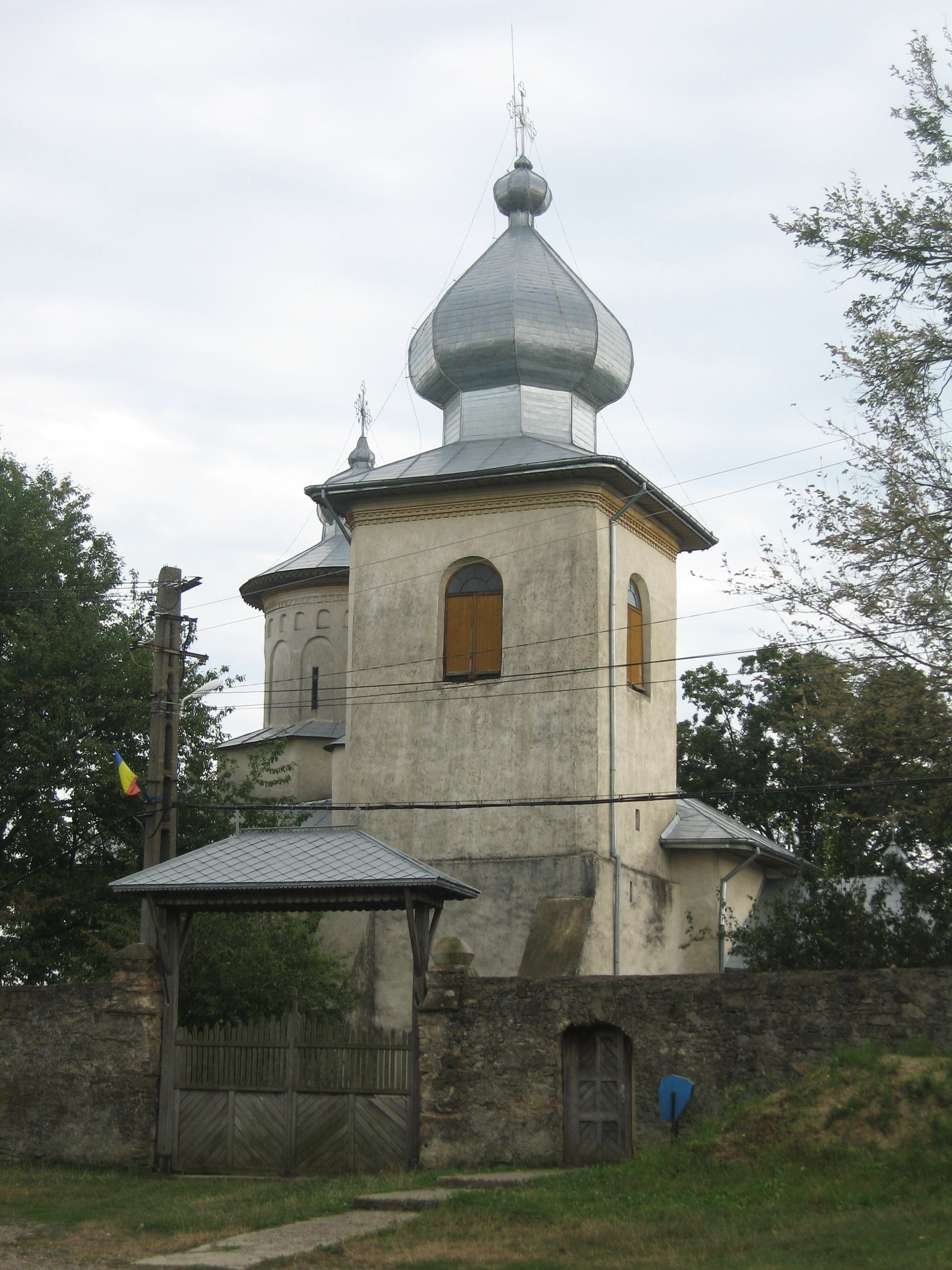
Biserica şi poarta de intrare